# リチウムイミド
リチウムイミド (英: lithium imide) とは、化学式 Li2NH で表わされる無機化合物である。白色を呈する固体であり、リチウムアミドと水素化リチウムとの反応により生成される。 
LiNH 2 + LiH→Li 2 NH + H 2
生成物は光に対し不安定であり、不均化を経て特徴的な赤色の窒化リチウムを生成しうる。 
2 Li 2 NH→LiNH 2 + Li 3 N
リチウムイミド結晶は Fm3m 空間群を持つ単純な面心立方構造を持つと考えられている。N-H 結合長は 0.82(6) Å、H-N-H結合角は109.5°であり、リチウムアミドと類似した構造をとる。 
リチウムイミドは強塩基性を示し、メタンやアンモニアなどの非常に弱い酸をも脱プロトン化する。この性質は、−2の形式電荷をもつ窒素上に強く局在化した負電荷に由来する。有機化学および有機金属化学において試薬として利用される。また、水素貯蔵材料としての用途も検討されている。 